# Cave Hill
Cave Hill är en kulle i Storbritannien.   Den ligger i riksdelen Nordirland, i den västra delen av landet, 500 km nordväst om huvudstaden London. Toppen på Cave Hill är 362 meter över havet, eller 89 meter över den omgivande terrängen. Bredden vid basen är 1,9 km. Cave Hill ingår i Sallagh Braes.
Terrängen runt Cave Hill är kuperad norrut, men söderut är den platt. En vik av havet är nära Cave Hill österut.Runt Cave Hill är det mycket tätbefolkat, med 2 915 invånare per kvadratkilometer. Närmaste större samhälle är Belfast, 5,9 km söder om Cave Hill. Runt Cave Hill är det i huvudsak tätbebyggt.